# Melanodes
Melanodes là một chi bướm đêm thuộc họ Geometridae.